# 派塔區
派塔區（西班牙語：Distrito de Paita），是秘魯的一個區，位於該國西北部皮烏拉大區的派塔省，始建於1861年3月30日，面積763.68平方公里，海拔高度3米，2005年人口69,401，人口密度每平方公里91人。
5°05′06″S 81°06′49″W / 5.0851°S 81.1137°W